# 香港木兰
香港木兰（学名：Magnolia championii）为木兰科木兰属的植物。分布在香港、广东等地，生长于海拔500米至1,000米的地区，一般生于低海拔山地常绿阔叶林中，属中国原产的植物（非从国外引种）。

## 别名
香港玉兰（中国树木分类学）

## 异名
- Magnolia championii Benth. ssp. fistulosa (Finet et Gagnep.) J. Li
- Magnolia fistulosa (Fin. et Gagn.) Dandy
- Magnolia paenetalauma Dandy
- Talauma fistulosa Finet et Gagnep.